# Arnotts
Arnotts is het oudste en grootste warenhuis van Dublin in Ireland. Het vlaggenschipfiliaal is gelegen in het noorden van het centrum aan Henry Street. In juli 2010 werd Arnotts overgenomen door Anglo Irish Bank en de Ulster Bank als gevolg van grote uitstaande leningen op het mislukte vastgoedproject "Northern Quarter".
Op 2 november werd het warenhuis overgenomen door de Selfridges Group.

## Historie
Het warenhuis werd in 1843 opgericht door George Cannock en Andrew White aan 14 Henry Street. In 1845 werden de bankiers Andrew en Patrick Reid. Toen White in 1848 overleed nam de ondernemer John Arnott zijn aandeel in de onderneming over. In 1865 verliet Cannock de onderneming en werd de onderneming hernoemd naar 'Arnotts'.
De winkel beslaat het bouwblok achter de GPO naar het westen van O'Connell Street, tussen Henry Street and Abbey Street, en heeft een oppervlakte van bijna 28.000 m². De oorspronkelijke winkel werd volledig verwoest bij een brand op 4 mei 1894, waarna in een jaar een nieuw gebouw werd neergezet in een jaar. Deze nieuwbouw was een ontwerp van de architect G.P. Beater. In 1904 vond er een uitbreiding plaats. De top van de toren in het ontwerp is in 1949 verwijderd. In de jaren '60 werd er opnieuw uitgebreid.
Het succes van het warenhuis leidde tot een tweede filiaal in het Schotse Glasgow. Dit filiaal werd in 1930 verkocht aan het Britse warenhuis House of Fraser. Het werd tot in de jaren 90 verder gevoerd onder de naam Arnotts.
Op 18 april 1895 werd het warenhuis als een privéonderneming geregistreerd. De hoofdingang is in het voetgangersgebied aan de Henry Street. Op de kruising van O'Connell Street en North Earl Street was Arnotts zusterwinkel Boyers & Co gevestigd, die sloot op 31 januari 2016.
Van 2003 tot de overname van Arnotts in 2010 was het in handen van een consortium, Nesbitt Acquisitions, bestaande uit 50 leden van de familie Nesbitt onder leiding van Richard Nesbitt. De oorspronkelijk eigenaren houden een aandeel van 1 procent in de onderneming.

## Northern Quarter
In 2006 maakte Nesbitt Acquisitions haar plannen bekend om het vastgoed tussen O'Connell Street en Liffey Street te herontwikkelen, waarin het voormalige gebouw van Independent Newspapers aan Abbey Street werd betrokken. Het vastgoedproject had de naam Northern Quarter en was een van de grootste herontwikkelingsprojecten die ooit in dit deel van het centrum plaatsvonden. De begrote kosten van het project bedroegen €750.000.000. Ten gevolge van planningsmoeilijkheden en de financiële crisis in Ierland kwam het project niet van de grond. Arnotts had grote schulden gemaakt om vastgoed te kopen, hetgeen leidde tot de overname door de banken in 2010.